# Peón aislado
|       |       |       |       |       |    |       |       |    |  |
|       | a8    | b8    | c8    | d8    | e8 | f8    | g8    | h8 |  |
| a7 pd | b7    | c7 pd | d7    | e7    | f7 | g7 pd | h7    |    |  |
| a6    | b6    | c6    | d6 pd | e6    | f6 | g6    | h6 pd |    |  |
| a5    | b5 pl | c5    | d5    | e5    | f5 | g5    | h5 pl |    |  |
| a4    | b4 pl | c4 pl | d4    | e4 pl | f4 | g4 pl | h4    |    |  |
| a3    | b3    | c3    | d3    | e3    | f3 | g3    | h3    |    |  |
| a2    | b2    | c2    | d2    | e2    | f2 | g2    | h2    |    |  |
| a1    | b1    | c1    | d1    | e1    | f1 | g1    | h1    |    |  |
|       |       |       |       |       |    |       |       |    |  |

En la terminología del ajedrez, un peón aislado es aquel que no tiene otro del mismo bando en las columnas adyacentes. Generalmente se considera una desventaja para quien lo posee. Esto se debe a que no pueden ser defendidos con peones, sino con piezas, y la casilla que haya justo delante de él suele ser también débil si no está ocupada. Algunos casos especiales de peón aislado que en ocasiones determinan una ventaja son el peón aislado de dama y el peón pasado exterior.
La desventaja que supone tener un peón aislado suele ser mayor conforme se acerca el final de la partidada.

## Peón de dama aislado
|       |       |    |       |       |       |       |       |    |  |
|       | a8    | b8 | c8    | d8    | e8    | f8    | g8    | h8 |  |
| a7 pd | b7 pd | c7 | d7    | e7    | f7 pd | g7 pd | h7 pd |    |  |
| a6    | b6    | c6 | d6    | e6 pd | f6    | g6    | h6    |    |  |
| a5    | b5    | c5 | d5    | e5    | f5    | g5    | h5    |    |  |
| a4    | b4    | c4 | d4 pl | e4    | f4    | g4    | h4    |    |  |
| a3    | b3    | c3 | d3    | e3    | f3    | g3    | h3    |    |  |
| a2 pl | b2 pl | c2 | d2    | e2    | f2 pl | g2 pl | h2 pl |    |  |
| a1    | b1    | c1 | d1    | e1    | f1    | g1    | h1    |    |  |
|       |       |    |       |       |       |       |       |    |  |

El peón de dama aislado es aquel que se sitúa en la columna d, donde se colocan las damas al principio de la partida. La controversia sobre cómo jugar en las posiciones con él han sido un tema recurrente de la literatura ajedrecística por parte de jugadores como Wilhelm Steinitz —quien defendía que poseerlo era una desventaja—, Siegbert Tarrasch —quien opinaba lo contrario— o Aron Nimzowitsch (por ejemplo, en su obra Mi sistema). Quien posee un peón de dama aislado habitualmente tiene más movilidad para sus piezas, además de que las casillas que defiende el peón (que, por ejemplo, cuando está colocado en d4 son c5 y e5) pueden ser casillas fuertes. También se puede preparar un avance a casillas del territorio enemigo.
Algunos temas típicos de esta clase de posición, que se puede observar en el diagrama de la derecha, son colocación de las torres en las columnas abiertas y semiabiertas (c y e en el ejemplo) y la colocación de los caballos en casillas fuertes. Para quien juega contra él, en este caso las negras, las cuales adolecen de falta de movilidad, se recomienda bloquearlo poniendo un caballo delante de él (casilla d5) y atacarlo para obligar a las blancas a defenderlo con piezas.
Otro tema habitual de esta clase de posición es el sacrificio del peón por parte de quien lo posee, con el objetivo liberar sus piezas de la defensa del mismo y ganar movilidad.